# يوكيجيرو هوتارو
يوكيجيرو هوتارو (螢雪次朗 هوتارو يوكيجيرو) هو ممثل ياباني. اشتهر بدور «غونزا كوراهاشي» في المسلسل التلفزيوني «غارو».

## فيلموغرافيا

### أفلام
- Sexy Battle Girls (1986)
- Time Adventure: Zeccho 5-byo Mae (1986)
- Itoshino Half Moon (1987)
- Ogenki kurinikku: Tatte moraimasu aka Welcome to the Ogenki Clinic (1988)
- Subway Serial Rape: Lover Hunting (1988)
- Zeiram (1991)
- Aiyoku Shūdōin: Jukujo, Chijo, Seijo (1995)
- Gamera: Guardian of the Universe (1995)
- Mechanical Violator Hakaider (1995)
- The Bondage Master (1996)
- Jukujo no Sasoijiru: Nanbon de Mohoshii (1997)
- Onna chikan sôsakan: Oshiri de shôbu! aka Sexy S.W.A.T. Team (1998)
- Gamera 3: Revenge of Iris (1999)
- Tekkōki Mikazuki (2000)
- Pyrokinesis (2000)
- Mourning Wife (2001)
- Porisu (2001)
- Stacy (2001)
- Molester's Bus 2: Heat of the Over Thirty (2002)
- The Glamorous Life of Sachiko Hanai (2003)
- Ashurajō no Hitomi (2005)
- Deep Sea Monster Reigo (2005)
- The Inugamis (2006)
- Garo Special: Byakuya no Maju (2006)
- The iDol (2006)
- A Tale of Mari and Three Puppies (2007)
- Garo: Makai no Hana (2014)
- البيت الصغير (2014)
- أرطغرل 1890 (2015)
- Garo: Makai Retsuden (2016)
- Sakura Guardian in the North (2018)
- The Great Buddha Arrival (2018)
- Restart After Come Back Home (2020)
- Nezura 1964 (2021)
- Inubu: The Dog Club (2021)[3]
- Nobutora (2021)[4]

### مسلسلات
- Ultraman Max (2005–2006)
- Garo (2005–2006)
- Tenchijin (2009)
- Garo: Makai Senki (2011/2012)

## روابط خارجية
يوكيجيرو هوتارو على موقع IMDb (الإنجليزية)
- يوكيجيرو هوتارو على موقع ألو سيني (الفرنسية)
- يوكيجيرو هوتارو على موقع ميوزك برينز (الإنجليزية)
- يوكيجيرو هوتارو على موقع أول موفي (الإنجليزية)
- يوكيجيرو هوتارو على موقع قاعدة بيانات الفيلم (الإنجليزية)